# Cantó de Chiconi
El cantó de Chiconi és un cantó francès del departament d'ultramar de Mayotte. Abasta el municipi de Chiconi.

## Història
| Data d'elecció                           | Identitat      | Partit         | Qualitat |
| ---------------------------------------- | -------------- | -------------- | -------- |
| 2004-2011                                | Ishaka Ibrahim | UMP            |          |
| 2011-                                    | Saïd Salime    | Sense etiqueta |          |
| les dades anteriors no són pas conegudes |                |                |          |
|                                          |                |                |          |